# 血瘀
血瘀（Blood stasis），是中医里面一个重要的病理过程。在中医理论中，指的是由于气虚使血液汇聚或者流速变慢，它通常被理解成属于生物医学里血液学的疾病，比如出血、充血、血栓症、局部贫血（微血栓）和组织的变化。